# Rokytnice v Orlických Horách
Rokytnice v Orlických Horách är en stad i Tjeckien. Den ligger i den östra delen av landet, 150 km öster om huvudstaden Prag. Rokytnice v Orlických Horách ligger 574 meter över havet och antalet invånare är 2 463.
Terrängen runt Rokytnice v Orlických Horách är kuperad åt nordost, men åt sydväst är den platt. Runt Rokytnice v Orlických Horách är det ganska glesbefolkat, med 27 invånare per kvadratkilometer. Närmaste större samhälle är Rychnov nad Kněžnou, 13,6 km väster om Rokytnice v Orlických Horách. Omgivningarna runt Rokytnice v Orlických Horách är en mosaik av jordbruksmark och naturlig växtlighet.